# Christian Fuhlendorff
Christian Fuhlendorff (født 15. november 1982 i Tårnby) er en dansk standup komiker, tv-vært, radiovært, skuespiller og manuskriptforfatter. Han har lavet flere onemanshows, skrevet og medvirket i tv-serien Kristian og vundet prisen Årets komiker i 2015 ved Zulu Comedy Galla.

## Stand-up
Christian Fuhlendorff fik sit gennembrud i 2007 med Mit første one man show, som Politiken gav fem ud af seks hjerter. Derudover har han lavet Enestående i 2012, For at gøre en kort historie lang i 2014, Det er ligegyldigt hva' andre tænker, ikk'? i 2016 , Går over i historien 1 og 2 i 2018 samt Det’ Sjovt i 2021.
Derudover medvirkede han på femmands-touren De Udvalgte og i showet Livet i nødsporet sammen med Tobias Dybvad.
Fuhlendorff har i et par sæsoner været vært for Nørrebro Teaters Late Night koncept. Derudover har han optrådt på Comedy Zoo, på teatret Play på Islands Brygge og på Folketeatret.
Fuhlendorff har medvirket i Talegaver til børn i 2007 og 2008, og efterfølgende i Comedy Aid i 2010-2012 og som vært i både 2009 og 2013.

## Radio og podcast
Han har været fast medvirkende i Tjenesten på P3, og har lavet radio på P3 sammen med David Mandel i programmet Gandhi.
Han har desuden været morgenvært på The Voice, bl.a. sammen med Dennis Ravn.
Han er vært i podcasten Hva så?!, med et nyt afsnit hver mandag og torsdag, hvor han går en tur med kendte danskere. Præmissen for podcasten går ud på at han inviterer folk han synes er interessante og stiller spørgsmål til dem om det der interesserer ham omkring personen. 

## TV
Han optrådte, i 2009, i komedieserien Kristian på TV2 Zulu, som han selv var idémand bag, tekstforfatter til og desuden spillede hovedrollen i.
Desuden har han medvirket i roadmoviekonceptet Livet i nødsporet, der er blevet vist som både tv-serie og dokumentarfilm på TV2 Zulu, som vært for DR1's Husk lige tandbørsten i 2012 og senest som vært i En gang for alle på TV2 Zulu, der var et debatprogram.
Derudover var han en af idémændene bag tv-programmet Dybvaaaad, som skulle have heddet Fuhlendoooorff.
I foråret 2021 lavede han Fuhlendorffs store sofaeksperiment, hvor han var så inaktiv som muligt, for at undersøge, hvad der skete med kroppen. Samme år skrev han satireserien Panik som handler om pludseligt at blive far, med Victor Lander og Ulla Vejby i hovedrollerne. Filmmagasinet Ekko gav dog serien meget dårlige anmeldelser.
I 2022 havde han premiere på Fuhlendorff og de skøre riddere. I serien bliver to kendte komikere sendt afsted på en mission i en middelalder fantasyverden, som Fuhlendorff har fundet på. Programmet blev optaget i efteråret 2021 på Middelaldercentret.

## Skuespil og andet
Han har spillet med i filmen Erik Nietzsche - de unge år. Som stemmeskuespiller har han medvirket i tegnefilmene Hop, Arthurs julegaveræs og Legenden om vogterne som henholdsvis HP, Peter og graveren.
Han medvirkede i foråret 2013 i Nørrebro Teaters Robin In the Hood, som han er medforfatter til. Det var en komisk omskrivning af den klassiske Robin Hood-fortælling, og de andre medvirkende var Wafande, Lasse Rimmer, Christel Stjernebjerg og Sonic.
Desuden har han bidraget med historien Mor ved hvor alting er til børnebogen Fra os til dig.
Han var også med i TV2 ØstJyllands serie GG Horsens i rollen Kommentator Jonas.

## Hæder
| År   | Prisuddeling      | Modtager/nomineret arbejde                                          | Pris          | Resultat  |
| ---- | ----------------- | ------------------------------------------------------------------- | ------------- | --------- |
| 2013 | Zulu Comedy Galla | Enestående                                                          | Årets komiker | Nomineret |
| 2015 | Zulu Comedy Galla | For at gøre en kort historie lang samt radioprogrammet Gandhi på P3 | Årets komiker | Vundet    |
| 2018 | Zulu Comedy Galla | Går over i historien del 1                                          | Årets komiker | Nomineret |

## Privat
Christian Fuhlendorff gik som barn på specialskole, da han fik diagnosen grænsepsykotisk. I dag er han rigtig glad for tiden på specialskolen.
Christian Fuhlendorff har i mange år haft et stofmisbrug, hvilket han ikke lægger skjul på i sine standupshows og interviews med pressen.
Christian Fuhlendorff er gift med Karina Feldborg, som er 8,5 år ældre end Fuhlendorff. Brylluppet fandt sted i Dollerup Bakker, lidt udenfor Viborg. Parret har to børn sammen.

## Filmografi
- 2009-2010 Kristian, TV2 Zulu
- 2012 Husk lige tandbørsten, DR1
- 2013 En gang for alle, TV2 Zulu
- 2013 Zulu Awards, TV2 Zulu
- 2013-2014 Rundt på gulvet, TV2
- 2018 Stormester, sæson 1
- 2021: Først & Sidst
- 2022 Fuhlendorff og de skøre riddere
- 2023: Stormester, Vindernes Vinder

Comedy-shows
- 2006 Biblen (med Brian Mørk)
- 2007 Talegaver til børn
- 2008 Mit første oneman show
- 2009 De Udvalgte
- 2011 Livet i nødsporet
- 2012 Enestående
- 2014 For at gøre en kort historie lang
- 2016 Det er ligegyldigt hvad andre tænker, ik?
- 2018 Går Over I Historien (Del 1)
- 2018 Går Over I Historien (Del 2)
- 2021 Det' sjovt

Teater
- 2013 Robin In the Hood, Nørrebros Teater